# 沃尔夫冈·普洛特克
沃尔夫冈·普洛特克（德語：Wolfgang Plottke，1948年7月31日—），德国男子赛艇运动员。他曾代表西德参加1972年夏季奥林匹克运动会赛艇比赛，获得男子四人单桨无舵手铜牌。